# Honda NSF250R
Honda NSF250R — гоночний мотоцикл, що випускається японською компанією Honda з 2011 року для участі у чемпіонаті світу з шосейно-кільцевих мотоперегонів MotoGP в класі Moto3. Замінив попередню модель Honda RS250R.

## Історія
Поступове заміщення двотактних двигунів на чотиритактні у чемпіонаті MotoGP завершилось у класі 125cc. З сезону 2012 він був замінений на клас Moto3. Згідно з новими правилами, до участі у змаганнях допускались мотоцикли з чотиритактними двигунами з максимальним робочим об'ємом 250 см³. Honda Racing Corporation, яка у сезоні 2011 участі в класі 125cc не брала, вирішила приєднатись до новоутвореного класу. З цією метою і був розроблений мотоцикл моделі NSF250R. Він мав поборотись з австрійським KTM RC250GP.
На відміну від конкурентів, які для своїх мотоциклів модифікували вже існуючі двигуни з кросових моделей, інженери Honda розробили абсолютно новий двигун. Головка блоку циліндрів була нахилена назад на 15° для кращого розподілу мас. Клапани були виготовлені з титану. Мотоцикл розвивав потужність 47,6 к.с. (при 13,0 тис.об./хв.) та крутний момент 28 Нм (при 10,5 тис.об./хв.).
До грудня 2011 року було випущено приблизно 450 одиниць NSF250R, які постачались командам за ціною в 23,6 тис.€ в абсолютно білій лівреї.

### Сезон 2012
Дебютний сезон виявився для Honda NSF250R невдалим. Хоча його обрало багато команд, таких як: «Ambrogio Next Racing», «JHK t-shirt Laglisse», «Caretta Technology», «Estrella Galicia 0'0», Racing Team Germany, «Technomag-CIP-TSR», «Ongetta-Centro Seta», «Team Italia FMI», Moto FGR, «San Carlo Gresini Moto3» та «Blusens Avintia», він не зміг дати бій австрійському KTM. Єдиним, хто боровся з лідерами, виявився Алексіс Масбу, який одного разу фінішував на подіумі, зайнявши 2-е місце на Гран-Прі Німеччини. Проте в загальному заліку він фінішував лише 13-им. Honda ж у заліку виробників зайняла лише 5-е місце. Варто відзначити, що багато учасників використовували мотоцикли, побудовані на базі двигуна від NSF250R, комплектуючи його шасі різних виробників, таких як Suter, FTR, TSR, та інші. На таких мотоциклах гонщики демонстрували кращі результати, зокрема Маверік Віньялес на мотоциклі FTR Honda успішно боровся з лідерами, зайнявши у загальному заліку 3-є місце.
Невдоволені неконкурентноздатністю Honda NSF250R, декілька команд на наступний сезон вирішили змінити постачальника мотоциклів, зокрема «Gresini Racing» (перейшов на KTM) та «Ambrogio Racing» (на Mahindra).

### Сезон 2013
Сезон 2013 став черговим успіхом KTM та невдачею Honda. На NSF250R не було здобуто жодного очка. Такий розклад справ не міг радувати Шуея Накамото, віце-президента Honda Racing Corporation, адже команда домінувала у класі MotoGP та завжди ставила перед собою найвищі завдання. Тому перед японськими інженерами була поставлена серйозна задача по підготовці NSF250R для наступного сезону. Результатом роботи стала нова модель NSF250RW, яка дебютувала у сезоні 2014. 

### Сезон 2014
У сезоні 2014 мотоцикл Honda NSF250R використовували лише епізодично — оскільки він був дешевший за NSF250RW, його використовували лише гонщики для участі у змаганням по вайлд-кард.